# غوهران (خوي)
غوهران هي قرية في مقاطعة خوي، إيران. عدد سكان هذه القرية هو 2,173 في سنة 2006.